# Giuseppina Leone
Giuseppina Leone (Torino, 21 dicembre 1934) è un'ex velocista italiana, vincitrice della medaglia di bronzo nei 100 m piani ai Giochi olimpici di Roma 1960.
A 20 anni partecipò ai campionati europei, dove si classificò quarta nei 100 m piani e si aggiudicò il bronzo con la staffetta 4×100 m. Due anni più tardi fu primatista europea con 11"4 e partecipò ai Giochi olimpici di Melbourne, classificandosi quinta sia nei 100 m piani che con la 4×100 m. Nel 1958, invece, chiuse sempre quinta agli europei nei 100 m piani.
È attualmente (gennaio 2025) la più anziana ex-atleta italiana di sesso femminile ad essersi aggiudicata una medaglia olimpica.

## Biografia
Nel 1952 stabilì il record italiano dei 100 m con il tempo di 12"0 (prec. 12"0 Claudia Testoni) e dei 200 m con 24"9 (prec. 25"3 Cattaneo). Sui 100 m migliorò il primato italiano nel 1953 (11"9), nel 1955 (11"8), nel 1956 (11"7 e 11"4) e nel 1960 (due volte 11"4). Nel 1956, al meeting di Bologna, stabilì il nuovo primato europeo dei 100 m con il tempo di 11"4 (prec. 11"5 Christa Stubnick). 
Sui 200 m migliorò il record italiano nel 1955 (24"8 e 24"6), nel 1956 (24"5, 24"3, 24"1 e 24"0), nel 1959 (23"8 e 23"7) e nel 1960 (tre volte 23"7). Con la staffetta 4×100 m stabilì tra il 1952 (47"0) ed il 1960 (45"6) ben nove primati italiani.
Ai Giochi olimpici di Helsinki del 1952 si classificò al quarto posto nei quarti di finale dei 100 m con il tempo di 12"2. Alle Olimpiadi di Melbourne 1956 si classificò al quinto posto nella finale dei 100 m con il tempo di 11"9, al quinto posto in finale nella staffetta 4×100 m con 45"7 e terza nella batteria dei 200 m con 25"6.
Ai Giochi olimpici di Roma 1960 vinse la medaglia di bronzo nei 100 m con 11"3, si classificò al sesto posto nella finale dei 200 m con il tempo di 24"9 e al quinto posto nella finale della staffetta 4×100 m con 45"6.
Ai Campionati europei di Berna 1954 si classificò al quarto posto nella finale dei 100 m con il tempo di 12"0 e vinse la medaglia di bronzo con la 4×100 m con 46"6. Agli Europei di Stoccolma 1958 si classificò al quinto posto nella finale dei 100 m con 11"9 ed al quinto posto con la 4×100 con 46"2.

Giuseppina Leone intervistata da un cronista della RAI dopo il suo nuovo record a Bologna nel 1956

Vinse il titolo italiano dei 100 m e dei 200 m in ben nove edizioni consecutive dei campionati italiani. Fu anche per cinque volte componente della staffetta 4×100 metri campionessa d'Italia.

### Le Olimpiadi di Roma
Nel 1960 prese parte ai Giochi olimpici di Roma, dove vinse la medaglia bronzo nei 100 m. Gareggiò anche nei 200 m e con la 4×100 m, arrivando rispettivamente sesta e quinta. È l'unica atleta italiana in assoluto ad aver vinto una medaglia olimpica nei 100 m piani fino al 2021, quando Marcell Jacobs riuscì a conquistare la medaglia d'oro maschile ai Giochi olimpici di Tokyo.
Mentre nei 100 m si trattò di un buon 3º posto, il 6º posto nella finale dei 200 m fu una delusione, non fosse altro perché Giuseppina Leone commise l'errore di voler tenere testa alla gazzella nera Wilma Rudolph, giungendo così stremata nel rettilineo, ove si presentò in 2ª posizione, ma crollò nel finale.

## Palmarès
| Anno | Manifestazione  | Sede      | Evento      | Risultato        | Prestazione | Note  |
| ---- | --------------- | --------- | ----------- | ---------------- | ----------- | ----- |
| 1952 | Giochi olimpici | Helsinki  | 100 m piani | Quarti di finale | 12"2        | [ 2 ] |
| 1952 | Giochi olimpici | Helsinki  | 4×100 m     | Batteria         | 47"4        |       |
| 1954 | Europei         | Berna     | 100 m piani | 4ª               | 12"0        |       |
| 1954 | Europei         | Berna     | 4×100 m     | Bronzo           | 46"6        |       |
| 1956 | Giochi olimpici | Melbourne | 100 m piani | 5ª               | 11"9        | [ 2 ] |
| 1956 | Giochi olimpici | Melbourne | 200 m piani | Batteria         | 25"6        |       |
| 1956 | Giochi olimpici | Melbourne | 4×100 m     | 5ª               | 45"7        |       |
| 1958 | Europei         | Stoccolma | 100 m piani | 5ª               | 11"8        | [ 3 ] |
| 1958 | Europei         | Stoccolma | 4×100 m     | 5ª               | 46"3        |       |
| 1959 | Universiadi     | Torino    | 100 m piani | Oro              | 11"7        | [ 4 ] |
| 1959 | Universiadi     | Torino    | 200 m piani | Oro              | 23"8        | [ 4 ] |
| 1960 | Giochi olimpici | Roma      | 100 m piani | Bronzo           | 11"3        | w     |
| 1960 | Giochi olimpici | Roma      | 200 m piani | 6ª               | 24"9        |       |
| 1960 | Giochi olimpici | Roma      | 4×100 m     | 5ª               | 45"6        |       |